# Prosectura
{{Együttes infobox
| együttes_neve      = Prosectura
| logó               = 
| kép                = 
| képaláírás         = 
| ország             =  Szekszárd, Magyarország
| aktív_évek         = 1989–napjainkig
| műfajok            = punk
| tagok              = Imre Norbert
Polgár Tamás
Szirota Márió
Nagy Lajos
| kapcsolódó előadók = Anális Coitus
Pink Panthers
| korábbi_tagok      = Blazsó Péter
Gerenday Attila
Fenyvesi Ferenc
Ujj Zoltán
Antal Viktor
Molnár Szabolcs
Binder Gáspár
Moldoványi János<br
A Prosectura (önkéntes tűzoltó- és lendületzenekar) egy magyar punkzenekar.

## Története
Az együttest Imre Norbert és Polgár Tamás alapította Szekszárdon, 1989 tavaszán, Anális Coitus néven. Az év novemberében csatlakozott Blazsó Péter basszusgitáros és Gerendai Attila, a Pink Panthers dobosa. Anális Coitus címen adták ki az első demójukat olyan klasszikusokkal, mint a Vörös hadsereg vagy a Karácsony, de a Szép az élet már a Prosectura név alatt jelent meg pár hónappal később. Városszerte nagy népszerűségnek örvendenek dallamos, Ramonest idéző punkzenéjük és az utánozhatatlanul vicces szövegeiknek köszönhetően. Műfajukat „pisikaki punk”-nak nevezik egyik számukban, a látszólag marhaságnak tűnő sorok pedig iróniát, szarkazmust rejtenek magukban.
1993 elejére az együttes már országosan ismert volt, egyre nőtt a közönség. 1994-ben CD-n is megjelent új lemezük, ami akkoriban még nagy dolognak számított egy punkegyüttesnél, melynek esélye sincs arra, hogy egy nagy kiadó egyengesse az útját. Sikeres lemezekkel és tagcserékkel övezett évek következtek. 1998-ban 8 éves születésnapjukat koncertlemezzel ünnepelték.
Manapság a Prosectura rendszeres résztvevője számos hazai zenei fesztiválnak.

## Diszkográfia
- 1990 – Analis Coitus: 0. demó
- 1990 – Szép az élet!? (demó)
- 1992 – NamármegintezaProsectura
- 1993 – Szép az élet!?
- 1993 – Aki …, azt …
- 1994 – Akkor inkább úthenger
- 1995 – Sátán sátán hátán
- 1997 – Banális coitus
- 1998 – 8 éves ez a legszebb kor… live (koncert)
- 1999 – F.A.S.Z.A.
- 2001 – Vulgária
- 2001 – Greatest Shits Vol. 1. (válogatás)
- 2004 – Szegény ember kézzel nőz
- 2007 – Sándor, József melegek
- 2009 – Hölgyekrül, urakrul és az baszásrul… (1000. koncert 2008. 08. 18. ZP DVD (koncert) + Szép az élet!? 2009 CD (újrajátszott változat))
- 2015 – 25 év (koncert DVD)
- 2015 – Földi nyalandók